# Blacker Bombard
29 mm Spigot Mortar (Blacker Bombard; dosłownie „bombarda Blackera”) – opracowany w początkowym okresie II wojny światowej przeciwpancerny moździerz trzonowy (spigot mortar). Planowano, że w broń tą zostaną wyposażone regularne oddziały armii brytyjskiej, jednak głównym użytkownikiem została Home Guard, a armia przyjęła na stan pokrewnego konstrukcyjnie PIATa.

## Historia
Broń powstała w wyniku zapotrzebowania na tanią w produkcji broń przeciwpancerną piechoty, a opracował ją podpułkownik Stewart Blacker. Była pochodną jego lekkiego moździerza trzonowego piechoty, który skonstruował w latach 30. XX wieku. Nowa broń została w 1940 zaprezentowana Churchillowi, który nakazał wdrożenie jej do produkcji. Nastąpiło to w 1941, a do 1945 wyprodukowano około 30 tysięcy sztuk. Jej zasada działania została, z pewnymi zmianami, wykorzystana następnie w konstrukcji PIATa i moździerza przeciwpodwodnego Hedgehog.
W 1941 planowano wyposażenie oddziałów armii regularnej, która straciła swoją broń przeciwpancerną we Francji, w granatniki Blackera. Dowództwo armii na Wyspach Brytyjskich zwróciło się do War Office o zamówienie 12 000 tych moździerzy, poza dwoma tysiącami wcześniej zamówionych. Planowano wyposażyć każdy pułk przeciwpancerny w 24 „bombardy”, po 8 kompanię przeciwpancerną w brygadzie piechoty, każdą kompanię Home Guard w dwie, a oddziały osłaniające lotniska – w 12. Przewidywano po 150 sztuk amunicji przeciwpancernej i 100 sztuk bomb przeciwpiechotnych „na lufę”. 
Wśród zawodowych żołnierzy były jednak wątpliwości co do skuteczności broni, wyrażał je między innymi generał Alan Brooke. Wielu żołnierzy Home Guard też nie było zachwyconych bronią, uważając ją za ciężką, niecelną, źle wykonaną i łatwą do uszkodzenia. Szybka produkcja powodowała, że na początku często dostarczano kiepsko wykonane egzemplarze. Równocześnie, wśród broni dostępnych w 1941–42 i możliwych do taniej i masowej produkcji, bombarda była jedną z najgroźniejszych broni antyczołgowych. Jej wadą był brak mobilności i mały zasięg, ale wielka siła rażenia ciężkiego granatu byłaby potencjalnie groźna dla wszystkich niemieckich czołgów tego okresu (a nawet późniejszych).
Jako pierwsze otrzymały tę broń oddziały Home Guard w sierpniu 1941. W październiku było ich 130, ale w listopadzie już 2150 na stanie (według innych danych oddziały Dowództwa Południowego 1430 sztuk otrzymały do września 1941). Używano ich na podstawach ruchomych i stałych, których do października 1941 przygotowano 1030 wzdłuż południowych wybrzeży Anglii. Planowano po cztery stanowiska na moździerz; po wyznaczeniu odpowiednich miejsc budowali je saperzy Royal Engineers według standardowych planów. „Bombardy” uznawano za szczególnie przydatne do osłony blokad drogowych.
W listopadzie 1941 produkcja pozwalała na dostarczanie moździerzy zarówno oddziałom regularnym, jak i Home Guard. Coraz większe wątpliwości co do skuteczności broni nie zatrzymały rozkręconej produkcji, i do lipca 1942, kiedy zakończono dostawy dla oddziałów Dowództwa Południowego, otrzymały one 22 tysiące bombard. Łączna liczba przyjętych do służby moździerzy wyniosła 32 195 sztuk i 30 275 przenośnych podstaw; przygotowano też 18 162 podstaw stałych.

## Konstrukcja i użycie
Bombarda Backera składała się z „lufy” z cienkiej blachy, w której środku znajdował się trzpień, na który ładowano odpowiedni nabój; z tyłu znajdowała się niewielka tarcza z urządzeniami celowniczymi, u dołu trzpień do mocowania na podstawie stałej lub ciężkiej czteronożnej podstawy krzyżowej. Po załadowaniu nabój napinał sprężynę podłączoną do ciężkiej, pięciokilogramowej „iglicy” poruszającej się wewnątrz trzpienia. W momencie strzału odrzut pocisku ponownie napinał sprężynę i broń była gotowa do oddania następnego strzału po jej załadowaniu.
Nadkalibrowy pocisk przeciwpancerny ważył 8,85 kg i był to prosty granat zawierający 3,97 kg żelatyny wybuchowej, z dennym zapalnikiem uderzeniowym No 283 ze zwłoką 1/300 sekundy. Zapalnik był obliczony na zadziałanie tylko przy uderzeniu w bardzo twardą przeszkodę. Długość granatu wynosiła 660 mm (26 in), średnica – 152 mm (6 in). Ładunek miotający stanowiło 17,3 g kordytu; zasięg bombardy przy użyciu tego pocisku wynosił teoretycznie około 400 m, ale praktycznie około 100 m. Produkowano także pociski odłamkowe, który ważyły 6,7 kg, co przy ładunku prochowym 19,7 g dawało im maksymalny zasięg około 700 m. Pociski te używały zapalnika czołowego No 152, identycznego jak granaty do moździerza trzycalowego. Oprócz tego produkowano pociski szkolne i ćwiczebne obu typów.
Broń na przenośnej podstawie wymagała 5 ludzi do transportu (każdy musiał wykonać dwa „kursy”, żeby przenieść broń i amunicję). Ze względu na znaczną masę i konieczność montażu na stanowisku po przeniesieniu, bombarda przeznaczona była do strzelania z przygotowanej pozycji, najlepiej z zasadzki i jako wsparcie stałych pozycji obronnych. Ze względu na niską prędkość wylotową, zalecano otwieranie ognia do celów ruchomych z 70–90 m. W przypadku strzelania na dystanse poniżej 200 m, załoga była narażona na odłamki własnych pocisków, dlatego nakazywano okopywanie bombardy.

## Wykorzystanie bojowe
Home Guard nigdy nie użył swoich granatników w boju, ale nieliczne trafiły także do regularnych jednostek wojskowych. 23. batalion 2 Dywizji nowozelandzkiej miał je na wyposażeniu w czasie walk o Egipt w 1942. Używały ich, także w Afryce Północnej, australijska 9 Dywizja (Szczury Tobruku) i oddziały indyjskie; bombardy znalazły się też w Indiach, ale tam używano ich wyłącznie do treningu. Co najmniej 250 granatników trafiło w ramach dostaw Lend-Lease Act do ZSRR i miały być użyte między innymi pod Stalingradem.

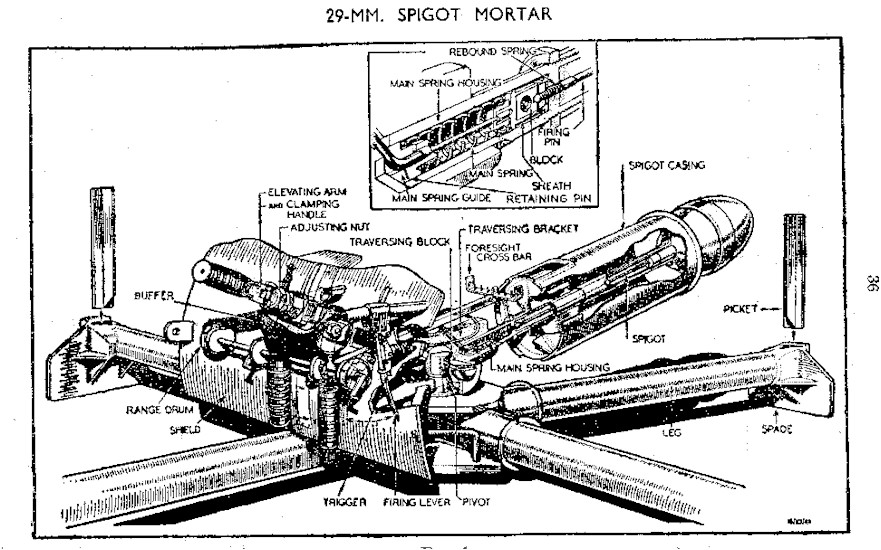
Schemat „bombardy” z instrukcji obsługi
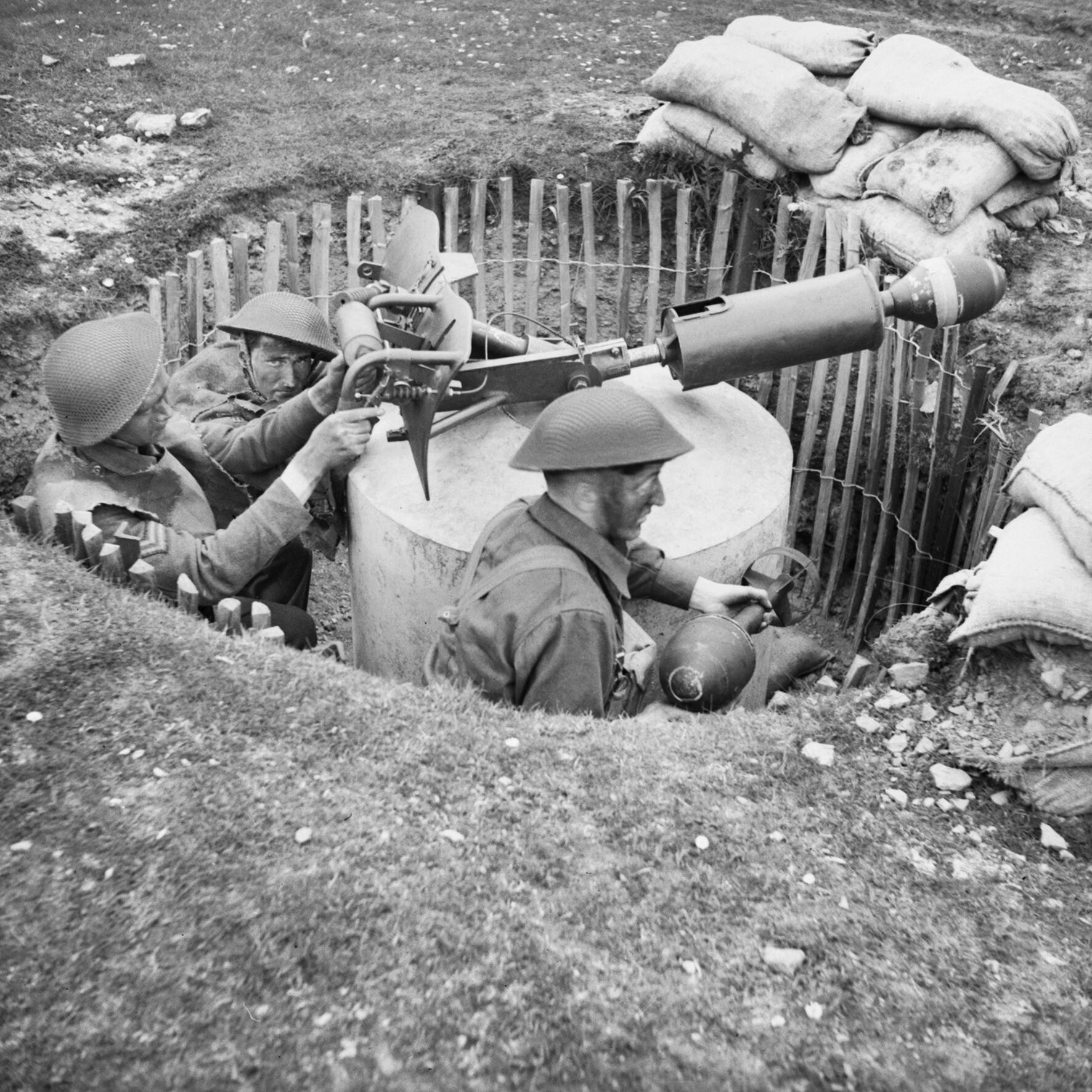
Bombarda na stanowisku stałym, z obsługą z Home Guard
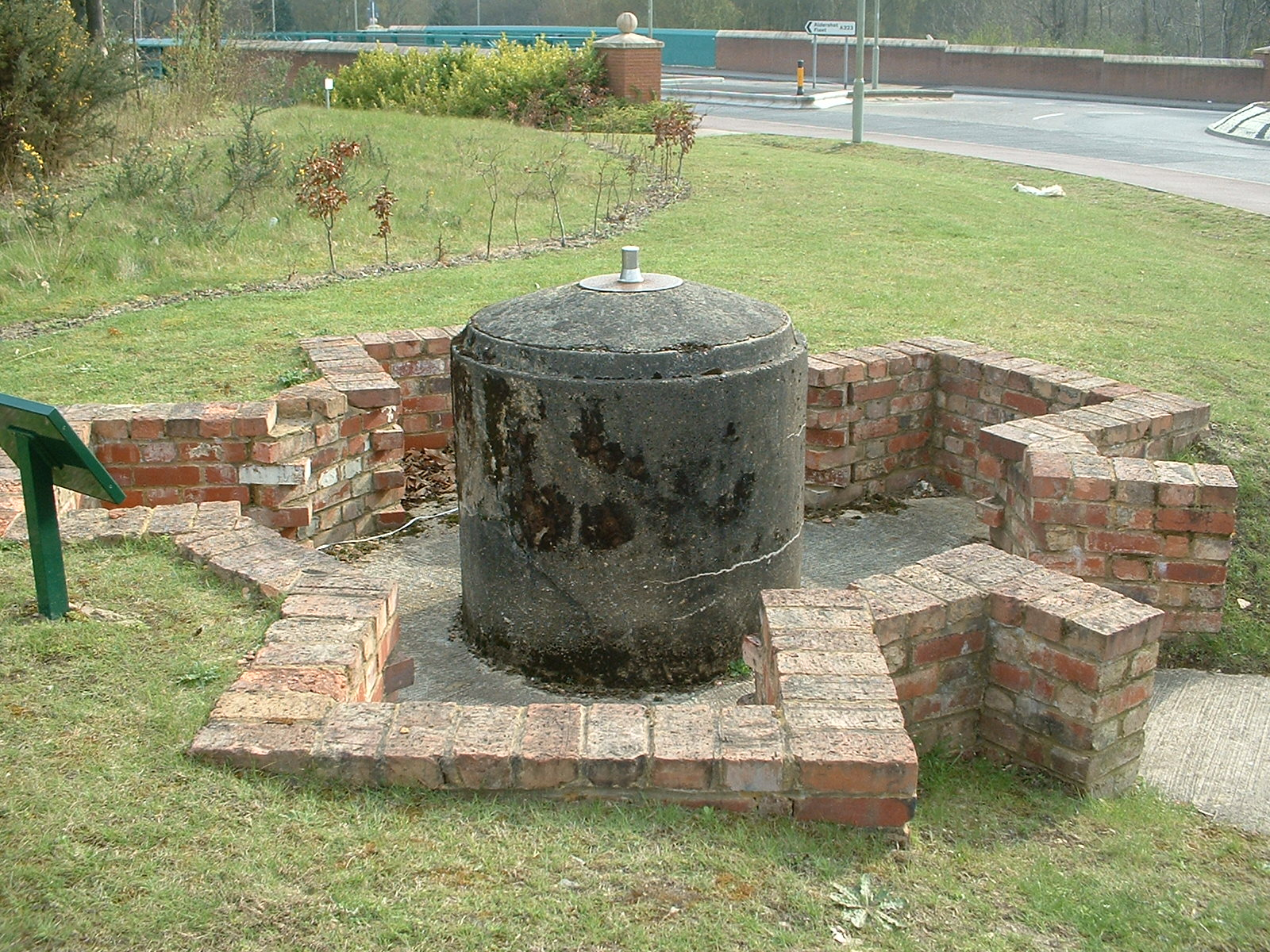
Odrestaurowane, typowe ufortyfikowane stanowisko bombardy